# David McWilliams
David McWilliams (ur. 4 lipca 1945 w Belfaście, zm. 8 stycznia 2002 w Ballycastle) – brytyjski (północnoirlandzki) piosenkarz, gitarzysta, kompozytor i autor tekstów. Najbardziej znany z przeboju „Days of Pearly Spencer” (1967).

## Życiorys
David McWilliams urodził się w Belfaście w dzielnicy Cregagh jako dziecko Sama i Molly McWilliamsów. Kiedy miał trzy lata, rodzina przeprowadziła się do Ballymena. Tam chodził do Model School, a potem do szkoły technicznej. Odbył staż monterski w fabryce torped w Antrim. Jako nastoletni piłkarz wzbudził zainteresowanie Manchester United F.C. Ponieważ miał uzdolnienia muzyczne, wybrał karierę muzyczną. Już jako nastolatek nauczył się grać na gitarze inspirując się stylem Sama Cooke'a i Buddy'ego Holly'ego. Kiedy zaczął pisać własne utwory, przyjaciele zasugerowali, że powinien nagrać taśmę demo. Po wysłuchaniu taśmy, impresario Mervyn Salomon skontaktował się ze swym bratem Philipem z Major Minor Records. Philip Salomon i jego kolega Tommy Scott natychmiast rozpoznali potencjał twórczy Davida McWilliamsa. Artysta pojawiał się na okładkach (przedniej i tylnej) oraz w artykułach magazynu muzycznego New Musical Express, w których oceniano pozytywnie jego talent. Był też nieustannie obecny na antenie pirackiego Radio Caroline.
W 1966 roku David McWilliams nagrał swój pierwszy singiel. Dzięki Philipowi Salomonowi, który współpracował z zespołami Them i The Bachelors dał się poznać szerszej publiczności w całej Wielkiej Brytanii. W 1967 roku udało mu się nagrać trzy albumy, co było dość znaczącym osiągnięciem jak na artystę, który nie był gwiazdą. Jego albumy nie zdobyły czołowych miejsc na brytyjskich listach przebojów; najwyższą pozycję osiągnął drugi z nich, Vol. 2, dochodząc niemal do 20. miejsca. Albumy te zostały wyprodukowane i zaaranżowane przez Mike'a Leandera. Pod koniec 1967 roku został wydany utwór „Days of Pearly Spencer”. Był on często emitowany na antenie brytyjskiego radia. Został sprzedany w ilości ponad 1 miliona egzemplarzy. Choć utwór pozostał w pamięci ówczesnych słuchaczy, nie udało mu się osiągnąć wysokich lokat na brytyjskich listach przebojów; wielkim przebojem stał się natomiast w kilku innych krajach europejskich.
David McWilliams nie lubił występów na żywo, wskutek czego nie udało mu się zaprezentować swego rzeczywistego talentu przed publicznością. W jego stylu uwidocznił się wpływ Donovana oraz Boba Dylana. Jego piosenki odznaczały się barokową orkiestracją. Artysta kontynuował działalność nagraniową w latach 70., jednak bez większego powodzenia.
W kwietniu 1992 roku solista zespołu Soft Cell Marc Almond przypomniał piosenkę „Days of Pearly Spencer”, która w jego wersji stała się przebojem.

## Życie prywatne
David McWilliams był dwukrotnie żonaty, najpierw z Jill Sowter, a następnie z Julie Ann Farnham (oba związki zakończone rozwodami). Miał córki: Mandy, Julie, Helen, Nanno, Hannah, Shonee i Meghan oraz syna Shannona.

## Dyskografia

### Albumy
Lista według Discogs:
- 1967 – Singing Songs By David McWilliams
- 1967 – David McWilliams Volume 2
- 1967 – David McWilliams Volume 3
- 1969 – Days Of Pearly Spencer - Who Killed Ezra Brymay
- 1972 – Lord Offaly
- 1973 – The Beggar And The Priest
- 1974 – Livin's Just A State Of Mind
- 1977 – David McWilliams
- 1979 – When I Was A Dancer
- 1981 – Wounded

### Single i EP-ki
Lista według Discogs
- 1966 – „God And My Country”/„Blue Eyes”
- 1967 – „Days Of Pearly Spencer”/„Harlem Lady” (również jako EP)
- 1967 – „Can I Get There By Candlelight”/„Harlem Lady”
- 1968 – „Days Of Pearly Spencer”/„There's No Lock Upon My Door”
- 1968 – „This Side Of Heaven”/„Mr. Satisfied”
- 1968 – „Marlena”/„How Can I Be Free”
- 1968 – „Can I Get There By Candlelight”/„What's The Matter With Me”
- 1969 – „Fiori Nel Vento (Poverty Street) ”/ „Correrai, Correrai (Mr. Satisfied)”
- 1969 – „Oh Mama Are You My Friend”/„I Love Susie In The Summer”
- 1969 – „The Stranger”/„Follow Me”
- 1969 – „I Shall Be Released” (The Tremeloes With The Keith Mansfield Strings)/ „Un Sasso Nel Cuore” (David McWilliams)
- 1969 – „Three O'Clock Flamingo Street”/„What's The Matter With Me”
- 1973 – „Love Like A Lady”/„Down By The Dockyard”
- 1977 – „By The Lights Of Cyrian”/„Toby”
- 1977 – „Love Walked In (When You Walked Out To-Day) ”/„Don't Need Your Blues”
- 1978 – „Don't Do It For Love”/„Marko The Majician (Impossible Situation)”
- 1979 – „Circles”/„Dusty Bluebells”
- 1981 - „Black Velvet”/„Every Time”
- 1989 – „Can I Get There By Candlelight”/„Days Of Pearly Spencer”
- 1994 – „Candlelight” (Vanessa & David McWilliams)/„Softly Come Moonlight” (Vanessa & Michael Robinson)
- ? – „Oh Mama Are You My Friend”/„I Love Susie In The Summer”

### Kompilacje
Lista według Discogs
- 2001 – The Days Of David McWilliams (CD)
- 2002 – Days At Dawn (2CD)
- ? – The Days Of Pearly Spencer (LP)